# نور محمد بن عيسى الحسني
العلامة المفسر الشريف نور محمد بن عيسى الحسني الطالبي  من أعلام القرن الثالث عشر , احد العلماء العرب في بلاد الهند ,نشأ في بيت علم وشرف , من أشراف الحجاز الأحمديون ,دخل جده الرابع الشريف عبد الله الداخل بلاد الهند وأتخذها سكناَ له, توفى وعمره تسعين سنة , عالم بالتفسير والحديث ,أعقب من رجلين  هما : محمد عبدالله (خدا بخش ) , ومخدوم,
قلت : ومن من عقب ولده محمد عبدالله :  الأشراف الكتبية  في الحجاز .